# Историја психологије опажања
Психологија опажања (лат. perceptio, перцепција) јесте грана психологије која се бави проучавањем процеса свести и психичког живота. Као наука, стварана је углавном у 20. веку, али њени проблеми су проучавани доста раније у оквиру филозофије, и њене гране, гносеологије.
Људи су почели да размишљају о својим опажањима из неколико разлога. Један од тих разлога јесте било суочавање с илузијама. Суочавање с илузијама довело је до тога да људи почну да сумњају у веродостојност својих чула, што их је навело на даље размишљање. Филозофи су сматрали да иако чула греше, разум може да их компензује, тако да је најважније за сазнање правила логичког резоновања.

Мисао да је чулно сазнање основа свеколиког људског сазнања је веома стара и распрострањена. Среће се у делима кинеских мудраца, староиндијске филозофије и старогрчких филозофа. Прве главне проблеме теорије сазнања је издвојио Платон.

## Античка филозофија
У античкој филозофији, перцепција се није посматрала посебно или изоловано, због тога се у изучавању њихових мисли прате два пута: о сазнању уопште и о чулном сазнању као његовој мање вредној компоненти.

### Платон
Први проблем Платон налази у дијалогу Сократа и Теетета. Овај други каже:"Мени се чини да онај који нешто зна опажа ону ствар коју сазнаје и, колико за сада могу да видим, сазнање није ништа друго него опажање."
Други проблем потиче од Протагоре и његове реченице:"Човек је мера свих ствари, оних што јесу да јесу, и оних које нису да нису." По уобичајеном тумачењу ове максиме, Протагора је тиме желео да истакне примарност индивидуалног сазнања и то да нека општа истина везана за егзистенцију објекта не постоји. Постоји само посебна људска перцепција објеката, која се наравно може разликовати код других људи.
Трећи настаје применом на перцепцију Хераклитове идеје о сталном мењању. Сократ то формулише као:"Све ствари за које редовно говоримо да "јесу" стварно се налазе у процесу настајања." То се онда мора односити и на чулно сазнање, а ако се оно стално мења, онда се уместо виђења може рећи и невиђење.
Од Платона потиче највише података о смислу поделе сазнања на чулно и разумско, мада је он, углавном сабрао и оснажио већ постојеће идеје. Платоново учење се заснива на идеји, као суштини света. Он је дубоко раздвојио душу и тело и највише је на томе инсистирао од свих грчких филозофа, чиме је утицао на појаву идеализма. Друга значајна ствар у Платоновом учењу јесте истицање разлике између чулног сазнања и сазнања мишљењем, чиме је продужио линију започету од Анаксимандра и Демокрита.

### Анаксимандар
Анаксимандар је један од првих грчких мудраца из Милета, својим учењем о апеирону први у историји науке стварно напушта свет чулног искуства. Апеирон је праматерија, безгранична, неодређена и бесмртна супстанца која се јавља не у свом првом виду, него у виду оформљених објеката. Ово учење је прво право превазилажење чулног и конкретног и почетак трагања за "невидљивим видовима" реалности.

### Демокрит
Демокрит ипак први стварно говори да је чулно сазнање површинско упознавање света. Међутим, то је по Демокриту последица бављења макропојавама, а микроструктуре се не могу спознати. Чулно сазнање је примитивно и далеко од праве истине о суштини света пошто је она сагледива само на нивоу сићушних честица материјалног света-атома.
Демокрит је уочио да се на површини ока одсликава предмет који се посматра и закључио је да је реч о својству предмета да шаљу податке о свом облику на све стране око себе и овај феномен је назвао еидола, која је посебно негована у науци. Демокритово учење је имало утицај на Емпедокла, чије идеје и данас стоје у неким гносеолошким теоријама.

### Аристотел
Аристотелов орган (логика) само је оруђе исправног мишљења, али не и једини услов за спознају истине. У Аристотеловом учењу јасно је уочљив напор да се, од Платона разједини, чулно сазнање и мишљење повежу, као тело и душа. То је покушај поновног враћања поверења у свет чула. Аристотел представља крај једног пута у грчкој филозофији која води од Талеса и осталих Милећана.

## Гносеолошки покушај
Одвајајући се од филозофије, психологија је преузела и неке њене проблеме, пре свега оне из гносеологије. Психологија се временом осамосталила и почела да примењује експеримент као научну методу, и тиме постала емпиријска наука. Сазнања до којих онтологија и гносеологија долазе могу бити међусобно повезане, али и независне целине.
Постоје три пута трагања за гносеолошка решења и то:
1. Од објекта ка свести
2. Од свести ка објекту и
3. Наивно-материјалистичко невиђење проблема

### Од објекта ка свести
Пут од објективног света ка свести је диктиран општом онтолошком претпоставком о примарности објективног света и о независности његовог постојања од људске свести. Понуђена гносеолошка решења се разликују. Наиме, постоје материјалистички исходи, попут монистичких идеја Спинозе, али и недоследни материјализам сензуалиста попут Лока, као и дуализам Канта, паралелизам Лајбница, Вунта итд. Питање за чијим се решењем трага јесте да ли сазнање које је изазвано неким објектом изван човека, адекватно преноси битне карактеристике тог објективног света, или о том свету "ствари по себи", осим чињенице његовог постојања, ништа поуздано не доноси?

### Пут од свести ка објекту
Пут од свести ка објекту представља покушај полажења од индивидуалног искуства као неоспорне реалности ка постојећим или непостојећим узрочницима таквог искуства у спољњем свету. Субјективна полазна тачка не мора да води у идеализам. Док Баркли и Фихте граде субјективни идеализам који води ка солипсизму, а Хјумов агностицизам подсећа на материјализам, Декартов "поход" од "Мислим..." доводи до дуализма. Предложена решења воде од тоталне негације објективног света, преко немогућности да се он сазна, до веровања у истовремено независно постојање супстанције душе и супстанције тела.

### Наивни материјализам
Илузије се дешавају ретко и често су непрепознатљиве. Човек често верује више својим чулима, него разуму. Човек који се не бави проучавањем сазнања најчешће не сумња у његову адекватност, јер му животна пракса не натура проблеме такве врсте. Постоје и други извесни проблеми теорије сазнања, углавном зависни од основног гносеолошког решења.

## Нови век
Средњовековна мисао је сувише притиснута црквеним догмама и исход тог притиска је и неразумна улога непогрешивости приписивана Платону и Аристотелу. Стога је посебно учење овог другог постало средство кочења напретка.

### Френсис Бејкон
Тек у 16. веку, Френсис Бејкон, један од оснивача енглеског емпиризма налази да се знање не може заснивати једино на чулном искуству, али да ни разум није сам довољан. Да би се сазнала истина, мора се водити методично експериментална пракса. Емпирија је основа правог знања, и то емпирија вођена индукцијом. Под разумом, Бејкон подразумева логичке поступке, углавном силогизам. Истицање емпиријске основе знања од стране Бејкона и аналитичког приступа феноменима, приступа којим се разлажу појаве да би се упознале у деловима, истакнутог од Декарта, одређује основну трасу трагања у науци уопште па и за пореклом сазнања.

### Томас Хобс
Томас Хобс користи Аристотелове "законе" да би говорио о детерминисаној свести. По њему је ницање или поредак мисли и представа у људској свести одређено редоследом или одредбама настајања искуствених чулних утисака. Везе међу чулним утисцима одлучују потоње везе представа и мисли. Хобс је веровао да је кретање онај заједнички чинилац и материјалног и духовног света који их повезује. 
Опажање је, по Хобсу, кретање у мозгу, започето од опаженог објекта изван човека, а представе су преостало комешање слабог интензитета. Асоцијација, међусобно везивање ових представа је такође модел из механике, који ће након Њутнове физике постати доминантан део у психологији.

### Џон Лок
Џон Лок је био изразито јасан у свом ставу да све што је завршило у разуму, претходно је било у чулима. Лок објашњава појам табула раса (лат. "празна табла"), да је свест детета празна табла и да његово знање настаје елементима које Лок назива идејама.
Дакле, идеје имају искуствени корен, а и могу бити подељене у просте и сложене. Просте идеје су оне у чијем настајању разум је пасиван и немоћан да их мења. Акцијом једног чула настају просте идеје боје, топлоте, додира, мириса. Сарадњом више чула настају такође просте идеје простора, облика, кретања или мировања, времена и сл.
Посебно је значајно Локово учење о примарним и секундарним квалитетима осета (чулних идеја). Примарни су они који се не могу одвојити од објекта, припадају предмету који се опажа: облик, чврстина, просторност, кретање или мировање и број. Секундарни су они који не постоје у самим објектима или њима већ су субјективни производ. Беркли је касније показао да се и примарни квалитети могу приказати као секундарни. Секундарни квалитети нису одређени неким необјективним стањем материје, већ у човековој позицији према њој.
Лок уводи појам сензације, осећај или осет. Неки најмањи износ чулног сазнања, или јединица свести.

### Џорџ Беркли
Џорџ Беркли говори да сазнање мора да се испитује од њега самог као примарне реалности. На жалост, ништа се више не може рећи, јер је свест не само примарна већ и једина реалност. Беркли уводи Бога као универзалног посматрача, он је опажач и одржава егзистенцију света тако што га стално посматра. Иза чулних података као њихов узрочник може да стоји само духовна супстанца, никако материјални свет.

### Дејвид Хјум
Дејвид Хјум је говорио у свом раду да је бесмислено тражити за односом душе и тела. Опажање опет игра главну улогу у људском сазнању. Сазнање настаје из утисака (импресија) и идеја (представа). Утисци су примарни облик сазнања, а идеје секундарни, копије утисака у памћењу. Човек који је од рођења слеп не може да има идеју црвене идеје. Основна врста утисака су сензације, осети. Све оно што постиже разум је продукт сензација. 
Атомистички модел се примењује са све више успеха у другим наукама у 18. и 19. веку, па се појављује у психологији. Као нека основна величина помиње се Локова сензација, чему се касније окреће експериментална психологија.

### Рене Декарт
Рене Декарт је типичан представник дуалистичких решења, он покушава да повеже душу и тело, да их зближи. По њему је само материја просторна, душа то није, али му то не смета да трага за просторном тачком контакта између њих. Пошто мозак има две хемисфере, а човек има једну душу, Декарт проналази да је душа у хипофизи, која се налази између хемисфера. И док Декарт смешта душу у телу и бива широко прихваћен, дотле монистичке Спинозине идеје да су свест и тело само два аспекта једне исте реалности не стичу већу популарност.

### Готфрид Вилхем Лајбниц
Готфрид Вилхем Лајбниц своје учење о паралелизму душе и тела најједноставније илуструје аналогијом са два часовника  који су подешени да се савршено слажу, мада не делују никако један на другог. Сазнање је схваћено слојевито. Оно се разликује по степену јасноће и најјаснији вид сазнања се постиже неком врстом математичке логике, чулно сазнање је неки нижи и конфузнији вид заједнички људима и животињама. Сама перцепција је слојевита и постоје њени мутнији и јаснији видови. Степен јасноће у перцепцији зависи од интензитета спољних утисака. 
Утисци веома малих интензитета морају прећи неку граничну вредност, неки праг да би били јасно забележени у опажању. Аперцепција је свесно јасно опажање настало дејством довољно јаке промене која прелази праг свести. Праг постаје један од појмова који ће чинити основу психофизике.

### Имануел Кант
Имануел Кант је у "Критици чистог ума" говорио да сазнање поред чулне, емпиријске основе има и другу, а приори која није изведена из искуства. Чулно искуство је само најнижи слој сазнајне моћи. А објекти, предмети који нас окружују и пружају нашим чулима само један свој лик, остало је с оне стране трансцендентности и несазнајно је. Кант верује да постоји неки примарни материјални узрочник опажања, али он поседује сазнајни део "ствари по себи" или ноумен, а наша слика о спољном свету-феномен. Други део нашег сазнања је субјективне природе. Онај део тог сазнања који је настао под непосредним деловањем спољашњих узрочника назива се осет, а онај субјективног порекла је форма феномена и константан је и независтан од искуства, а приори. Кант разликује непроменљиву форму феномена и променљиви чулни садржај. Постоје изузетно две појаве само чисте форме чулности: за спољашње чулно доживљавање - доживљај простора и за унутрашње чулно доживљавање - доживљај времена, у њих се распоређује сирови чулни материјал осета.

### Јохан Фридрих Хербарт
Јохан Фридрих Хербарт налази да је математика применљива у мерењу психичких процеса, пошто се они дају изразити помоћу силе и времена. Веома је значајно и Хербартово враћање асоцијацијама као главном механизму свести. Хобсово и Локово учење о асоцијацијама је још у 18. веку разређивао Дејвид Хартли.
Хербарт је говорио о сили асоцијације, која делује на појединачне елементе свести (сензације или представе), здружујући их у сложеније свесне доживљаје, као што су перцепција или мишљење.

### Дејвид Хартли
Док су код Лока асоцијације доста мутне везе међу садржајима свести-идејама, Хартли је употребивши наивну теорију о нервним вибрацијама дошао до закључка да су асоцијације шире, основније везе које не регулишу само редослед идеја у нашој свести већ и везивање, сажимање елемената свести у сложеније садржаје. Хартлијеви радови нису били популарни све док их нису Џереми Бентам и Хербарт приказали у виду једног заокруженог гносеолошког учења познатог под називом асоцијационизам.
Битна карактеристика асоцијационизма је преузимање модела из Њутнове физике, посебно аналогија са силом гравитације из ње. Као што сила гравитације делује на физичка тела привлачећи их међусобно, тако у нашој свести сила асоцијације делује на појединачне елементе свести-сензације или представе, здружујући их у сложеније свесне доживљаје као што су перцепција и мишљење. Опажање тако настаје из осета. У асоцијационизму је атомистички приступ психичким појавама достигао највиши и најдоследнији облик. Све појаве људске психе се састоје од простих елемената, чулног порекла, који се различито комбинују и повезују и стварају сложене творевине.